# Каверино (Липецкая область)
Каве́рино — бывшее село Каверинского сельсовета Добринского района Липецкой области. На момент упразднения входило в состав Каверинского сельсовета. Исключено из учётных данных в 2001 г.
Располагалось на берегах притока реки Битюг между деревнями Петровкой и Алексеевкой.

## История
Известно с первой половины XIX века. Тогда это было селение крепостных крестьян, которые принадлежали Каверину (отсюда название).
Возможно, первым владельцем стал штабс-ро́тмистр Иван Андреевич Каверин — судья Воронежского уездного суда.
В 1860 году владельцем сельца был Павел Иванович Каверин.
Наследников он не имел. Он же был и владельцем имения в с. Березово Воронежского уезда.
До 1918 года входила в состав Александровской волости Бобровского уезда Воронежской губернии.
По селу Каверину получил своё название Каверинский сельсовет (центром сельского поселения является село Паршиновка).
В марте 1918 года образован самостоятельный приход

## Население
| 1860 | 1887 |
| ---- | ---- |
| 101  | 266  |

В 1887 году в сельце проживало 266 жителей.